# Landtagswahl in Niedersachsen 1959
- SPD: 65
- FDP: 8
- CDU: 51
- DP: 20
- GB/BHE: 13

Die Wahl zum 4. Niedersächsischen Landtag fand am 19. April 1959 statt.

## Ausgangslage
Bei der vorherigen Wahl konnten SPD und CDU, die nicht mehr gemeinsam mit der DP kandidiert hatten, leichte Gewinne erreichen. Für die SPD bedeutete dies, dass sie weiterhin stärkste Kraft in Niedersachsen war. Im Gegensatz zur CDU konnte die DP nicht von der Niederdeutschen Union, die zuvor knapp 23 Prozent erhielt, profitieren: Sie erhielt einen nur einen Stimmenanteil von etwa 12 Prozent.
Im Laufe der vorherigen Legislaturperiode waren 1957 FDP und BHE durch die Hospitantenaffäre aus der ersten Landesregierung ohne Beteiligung der SPD ausgeschieden. In der Folge hatten die Deutsche Partei, die CDU und die SPD, die wieder auf die Regierungsbank zurückkehren konnte, eine neue Landesregierung unter Heinrich Hellwege (DP) gebildet.
Im August 1956 wurde zudem die KPD, die zwei Mandate im Landtag hielt, verboten. Ihre Abgeordneten durften allerdings bis zum Ende der Legislaturperiode als Fraktionslose im Landtag verbleiben.

## Wahlergebnis
Bei der Landtagswahl 1959 ergab sich folgendes Ergebnis:
| Partei                                                                      | Stimmen   | Anteil in % | ± (%) | Direkt- man- date | Sitze | ±   |
| --------------------------------------------------------------------------- | --------- | ----------- | ----- | ----------------- | ----- | --- |
| Sozialdemokratische Partei Deutschlands (SPD)                               | 1.356.485 | 39,5        | +4,3  | 65                | 65    | +6  |
| Christlich Demokratische Union Deutschlands (CDU)                           | 1.058.687 | 30,8        | +4,2  | 20                | 51    | +8  |
| Deutsche Partei (DP)                                                        | 424.524   | 12,4        | ±0,0  | 9                 | 20    | +1  |
| Gesamtdeutscher Block/Bund der Heimatvertriebenen und Entrechteten (GB/BHE) | 285.942   | 8,3         | −2,7  | 0                 | 13    | −4  |
| Freie Demokratische Partei (FDP)                                            | 179.522   | 5,2         | −2,7  | 1                 | 8     | −4  |
|                                                                             |           |             |       |                   |       |     |
| Deutsche Reichspartei (DRP)                                                 | 122.062   | 3,6         | −0,2  | 0                 | 0     | −6  |
| Bund der Deutschen (BdD)                                                    | 4.947     | 0,1         | −0,2  | 0                 | 0     | ±0  |
| Deutsche Gemeinschaft (DG)                                                  | 2.775     | 0,1         | neu   | 0                 | 0     | neu |
| Deutsche Zentrumspartei (DZP)                                               | 955       | 0,0         | −1,1  | 0                 | 0     | −1  |
| Deutsche Volkspartei (DVP)                                                  | 183       | 0,0         | neu   | 0                 | 0     | neu |
| Einzelbewerber                                                              | 1.314     | 0,0         |       | 0                 | 0     |     |
| Gültig                                                                      | 3.437.396 | 198,4       |       |                   |       |     |
| Ungültig                                                                    | 0.056.508 | 101,6       |       |                   |       |     |
| Gesamt                                                                      | 3.493.904 | 100,0       |       | 95                | 157   | −2  |
| Wahlberechtigte/Wahlbeteiligung                                             | 4.477.897 | 178,0       | +0,5  |                   |       |     |

Die SPD erhielt vier Überhangmandate, die CDU erhielt drei Ausgleichsmandate und die DP eines. Dadurch erhöhte sich die Sitzzahl von 149 auf 157.
Beide Volksparteien konnten um je knapp 4 Prozent der Stimmen zulegen. Die SPD war weiterhin die mit Abstand stärkste Partei im Landtag. Sie trennten fast 10 Prozent von der CDU. Die Deutsche Partei erreichte dasselbe Ergebnis wie vier Jahre früher mit 12,4 Prozent. Die Vertriebenenpartei GB/BHE verlor knapp 3 Prozentpunkte und erreichte nur noch 8,3 Prozent der Stimmen. Die FDP verlor ebenfalls fast 3 Prozent und konnte mit 5,2 Prozent die neu ins Wahlgesetz eingefügte Fünf-Prozent-Hürde geradeso überwinden. Die rechtsextreme Deutsche Reichspartei verlor nur leicht von 3,8 auf 3,6 Prozent. Durch die neue Fünf-Prozent-Hürde war sie allerdings ebenso wie Zentrumspartei nicht mehr im Landtag vertreten.

## Regierungsbildung
Die neuen Mehrheitsverhältnisse ließen die Bildung einer bürgerlichen Regierung gegen die SPD wahrscheinlich erscheinen. CDU-Spitzenkandidat Werner Hofmeister hatte allerdings zunächst widersprüchliche Signale gesendet. Der Spiegel berichtete noch zur Regierungsbildung nach der Wahl 1963 über die Ereignisse im Jahr 1959: "So verkündete der damalige CDU-Justizminister Dr. Werner Hofmeister, den die Christdemokraten als zukünftigen Ministerpräsidenten herausgestellt hatten, ungeniert und noch vor der Wahl, er sei durchaus bereit, "unter meinem Freunde Kopf in dessen Regierung einzutreten". Auch DP-Ministerpräsident Hellwege lobte, die Koalition mit den Sozialdemokraten funktioniere ausgezeichnet."
BHE und FDP waren daher gegenüber CDU und der Deutschen Partei misstrauisch und einigten sich überraschend mit der SPD auf eine gemeinsame Regierung. Im Gegensatz zur CDU war die SPD bereit gewesen die Beibehaltung der liberalen Schulpolitik und den Verzicht auf die Änderung des Verhältniswahlrechts zum Landtag zuzusichern. In der FDP zeigten sich gerade in der Schulpolitik Vorbehalte gegen die Forderung der CDU die Bekenntnisschule einzuführen.
Hinrich Wilhelm Kopf (SPD) wurde damit wieder Ministerpräsident. Er ist damit einer von nur sechs Ministerpräsidenten, die ihr Amt, nachdem sie es verloren hatten, wiedererlangen konnten.
Kopf starb im Jahr 1961. Er wurde durch Georg Diederichs (SPD) ersetzt, der die Koalition fortsetzte.